# ابراهیم الطلحی
ابراهیم الطلحی (انگلیسی: Ibrahim Al-Telhi؛ زادهٔ ۱۲ ژوئیهٔ ۱۹۹۴) یک ورزشکار اهل عربستان سعودی است.
از باشگاه‌هایی که در آن بازی کرده‌است می‌توان به باشگاه فوتبال التعاون عربستان سعودی اشاره کرد.